# Suillus plorans
Bolet larmoyant
Espèce
Statut de conservation UICN

 LC  : Préoccupation mineure
Suillus plorans, le Bolet larmoyant, est une espèce rare de champignons (Fungi) basidiomycètes de la famille des Suillaceae. Il est caractérisé par son hyménium pleurant des gouttes.

## Taxonomie
Le nom correct complet (avec auteur) de ce taxon est Suillus plorans (Rolland) Kuntze, 1898.
L'espèce a été initialement classée dans le genre Boletus sous le basionyme Boletus plorans Rolland, 1889.

### Synonymes
Suillus plorans a pour synonymes :
- Boletus plorans Rolland, Bull. Soc. mycol. Fr. 5(4): 169 (1890)
- Boletopsis plorans (Rolland) Mig., Krypt.-Fl. Deutschl. Österr. Schweiz., 1. Kryptog.-Fl. III 2(1): 246 (1912)
- Ixocomus plorans (Rolland) J. Favre, Ergebn. wiss. Unters. schweiz. NatnParks 1(11): 469 (1945)
- Boletus plorans var. eleutheros Rolland, J. Bot., Paris 3: 377 (1889)
- Boletus eleutheros (Rolland) J. Blum, Bull. trimest. Soc. mycol. Fr. 85: 43 (1969)

### Étymologie
L'épithète spécifique plorans signifie "pleurer", faisant référence au fait que cette espèce peut exsuder des gouttes lorsqu'elle est jeune ou humide.

### Noms vulgaires et vernaculaires
Ce taxon porte en français le nom vernaculaire ou normalisé suivant : Bolet larmoyant,.

## Description du sporophore

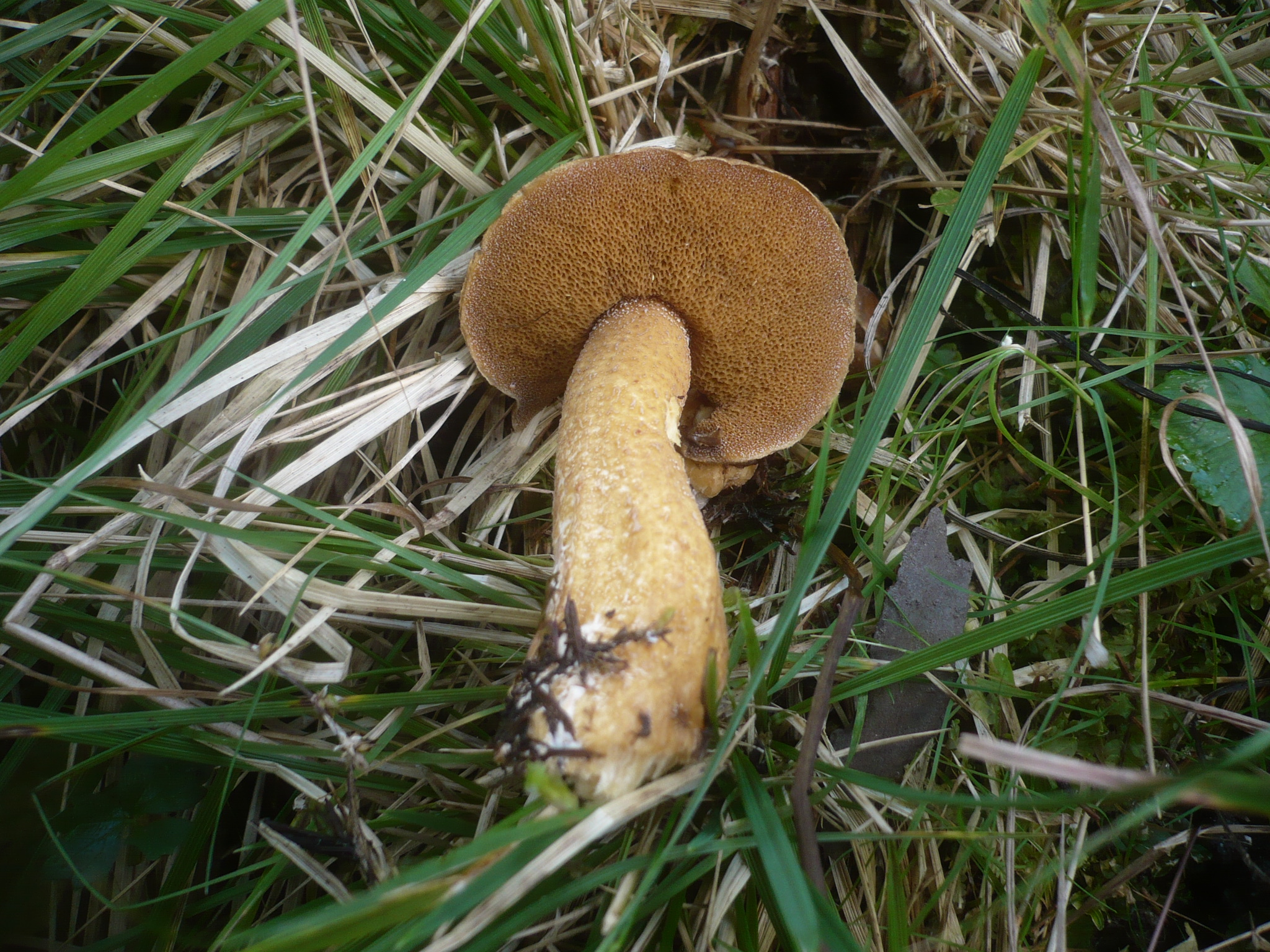
S. plorans

Les bolets sont des champignons dont l'hyménophore, constitué de tubes et terminés par des pores, se sépare facilement de la chair du chapeau. Ce chapeau d'abord rond, recouvert d'une cuticule, devient convexe à mesure qu’il vieillit. Ils ont un pied (stipe) central assez épais et une chair compacte. Les caractéristiques morphologiques de S. plorans sont les suivantes :
Son chapeau mesure 3 à 12 cm, il est visqueux, souvent sombre, brun-gris, brun olivâtre ou avec un reflet pourpre, parfois plus clair avec une teinte ochracée.
L'hyménophore présente des tubes jaunes puis gris orange, gris-brun ochracé ou gris lilas. Les pores sont fins puis plus larges (jusqu'à 2 mm de diamètre), concolores aux tubes, pleurant d'abondantes gouttes laiteuses qui font des taches en séchant.
Son stipe mesure 3 à 12 cm de long et de 1 à 2 cm de diamètre, sa couleur est crème à brun ochracé, tout couvert de granulations brunes à brun pourpre.
La chair est jaune à jaune orangé clair. Sa saveur est douce et son odeur est nette, fruitée ou de cèpe.

### Caractéristiques microscopiques
Ses spores mesurent 8 à 12 μm x 3 à 5 μm, elles sont elliptiques fusoïdes.

## Variétés et formes
- Suillus plorans subsp. cyanescens, sous-espèce bleuissante, diffère du type par un stipe subégal, non claviforme, une chair nettement bleuissante dans les blessures et à la coupe, et une odeur très forte d'amande amère, sous Pinus cembra ssp. sibirica, avec Larix sibirica mêlés de saules et de rhododendrons. Rare, solitaire, en altitude, dans les pays nordiques[6].

## Habitat et distribution
Il s'agit un champignon ectomycorhizien, poussant principalement en Europe et uniquement sous les pins à cinq aiguilles et surtout sous les pins cembro (Pinus cembra), en montagne, à plus de 1 500 m d'altitude.

## Comestibilité
Comme tous les bolets du genre Suillus, le Bolet à hybride est un comestible médiocre, plus au moins laxatif selon la tolérance individuelle, la quantité consommée et le degré de maturité des spécimens consommés. Pour cela il est préconisé de ne cueillir que des jeunes spécimens, de retirer le pied fibreux, de peler la cuticule et de consommer une quantité modeste la première fois pour évaluer sa propre tolérance aux effets laxatifs. Sa rareté doit cependant inciter à ne pas le rechercher à des fins de consommation, il ne fait état d'aucune consommation traditionnelle ou occasionnelle notable, de sorte qu'il peut être considéré comme sans intérêt alimentaire .

## Confusions possibles
Le Bolet larmoyant est caractérisé par son habitat sous pins cembro, en montagne, son chapeau de couleur variable selon l'état de la viscosité, mais généralement sombre et ses pleurs laiteux abondants. À comparer éventuellement avec :
- Le Bolet moucheté (Suillus variegatus), au chapeau moucheté et non ou peu larmoyant. Comestible jeune, bien cuit.
- Le Bolet des bouviers (Suillus bovinus), aux pores anguleux non larmoyants. Comestible jeune, bien cuit.